# Kongos stilettorm
Kongos stilettorm (Atractaspis congica), är en ormart inom familjen stilettormar och tillhör släktet jordhuggormar.

## Kännetecken
Ormen är giftig. Dess gift har inte studerats mycket men kan troligen vara farlig för en människa, dock förmodligen inte extremt farlig. Bettet är förmodligen likt Bibrons stilettorms, väldigt smärtsamt (inga bett har blivit rapporterade). 
Jordhuggormar har också speciella utfällbara huggtänder och ska därför inte hållas bakom huvudet, vilket ingen orm bör göras på grund av att de då kan bli skadade.
Ormen blir vanligen omkring 30–45 centimeter lång, som högst upp till 55 centimeter. Den är jämnt lila-brun eller svartglansig över hela kroppen, huvudet är litet med små ögon och runda pupiller, med bred platt nos och släta glansiga fjäll. Ormen har en kort svans som slutar tvärt i en tagg. Taggen är ofarlig.

## Utbredning
Nordöstra Namibia (Caprivi Strip), Angola, Zambia, delar av Kongo-Kinshasa, Kongo-Brazzaville och Kamerun.

## Levnadssätt
Ormen är grävande och nattaktiv. Störst chans att se den är på natten efter kraftig nederbörd. Ormen är ovipar och lägger 3-6 avlånga ägg (cirka 6,2 centimeter långa och 1,2 centimeter breda). Den hittas på fuktiga savanner så som på Caprivi Strip. Födan består förmodligen av andra marklevande reptiler och gnagare som finns runt om i dess utbredningsområde. Den kan förväxlas med andra ofarliga ormar.